# Jürgen Jensen (Ingenieurwissenschaftler)
Jürgen Jensen (* 11. Mai 1955 in Klockries/Risum-Lindholm) ist ein deutscher Ingenieurwissenschaftler und Professor an der Universität Siegen.

## Leben
Jensen studierte Bauingenieurwesen an der TU Braunschweig mit der Vertiefung Grundbau, Wasserbau und Hydromechanik und Küstenwasserbau. Im Jahr 1985 erfolgte auch an der TU Braunschweig die Promotion zum Dr.-Ing. mit dem Dissertationsthema Über instationäre Wasserstandsänderungen an der deutschen Nordseeküste bei Alfred Führböter.
1991 wurde Jensen an die Universität Siegen an den Fachbereich Bauingenieurwesen berufen. Im darauffolgenden Jahr nahm er die Professur an der Universität Siegen im Fachbereich Bauingenieurwesen wahr. 1994 gründete er die Forschungsstelle Wasserwirtschaft und Umwelt an der Universität Siegen, die 2005 in das Forschungsinstitut Wasser und Umwelt überführt wurde, dessen Leitung von Jensen übernommen wurde. Zuvor war er in den Jahren 2002 bis 2004 Dekan des Fachbereichs Bauingenieurwesen.

## Forschungsschwerpunkte
Jensens Forschungsschwerpunkte sind physikalische und numerische Modelle zur Optimierung von hydraulischen und wasserbaulichen Anlagen und das Aufstellen von Sicherheitskonzepten. Weitere Hauptarbeitsgebiete sind Klimafolgenforschung im Bereich der Oberflächengewässer bzw. des Wasserbaus, probabilistische und statische Verfahren, naturnaher Gewässerausbau sowie Regenwasser- und Wasserkraftnutzung.

## Auszeichnungen
2005 erhielt Jensen in Zusammenarbeit mit Mario Pacas, Martin Schultz und Jörg Wieland den 2. Platz des Welt der Wunder Innovationspreises für das Vorhaben Kleinstkraftwerke – Wasserräder mit Energiewandlern im Baukastenprinzip.

## Publikationen (Auswahl)
- Jensen, Frank & Wahl: Analyse von hochaufgelösten Tidewasserständen und Ermittlung des MSL an der deutschen Nordseeküste (AMSeL). Die Küste, 2012.
- Jensen, Wahl & Frank: Improved estimates of sea level change in the south-eastern North Sea since 1844. Proceedings of the 32nd International Conference on Coastal Engineering, Shanghai, China, 2010.
- Jensen, Fröhle, Mayerle, Müller-Navarra & von Storch: Schlussfolgerungen und Empfehlungen aus dem Verbundprojekt MUSTOK und zukünftiger Forschungsbedarf. Die Küste, Heft 75, 2009.
- Jensen & Mudersbach: Estimation of Occurrence Probabilities of Extreme Water Levels at the Baltic Sea Coastline. International Conference on Coastal Engineering (ICCE), Hamburg, 2008.
- Jensen: Extremereignisse an Nord- und Ostseeküsten – Ermittlung von Bemessungsereignissen. Internationaler Workshop Risikomanagement im Küstenraum, Franzius-Institut für Wasserbau und Küsteningenieurwesen der Universität Hannover, Heft 85, 2000.
- Jensen: Über instationäre Entwicklungen der Wasserstände an der deutschen Nordseeküste. (Dissertation) TU Braunschweig, 1985.